# Man-Killer
Man-Killer est une super-vilaine créée par Marvel Comics. Elle est apparue pour la première fois dans Marvel Team-Up #8, en 1973.

## Origine
L'allemande Katrina Luisa Van Horn était une skieuse olympique, et militante féministe. Lors d'un défi lancé par un autre skieur pro machiste, elle chuta dans un ravin et fut gravement défigurée.
Elle fut équipée d'un exosquelette et prit le nom de code de Man-Killer, devenant un agent de l'HYDRA.
On la retrouva par la suite sous les ordres de Crimson Cowl, chez les Maîtres du Mal. Elle reprit une vie normale en devenant barmaid.
Quand elle s'allia aux Thunderbolts alors dirigés par Œil-de-Faucon, elle prit le nom de code d'Amazon.

## Pouvoirs
- Autrefois utilisatrice d'un exosquelette (lui donnant une force de Classe 10), Man-Killer a depuis été équipée d'implants cybernétiques remplaçant ses muscles et ses nerfs endommagés, augmentant sa force vers une Classe proche de 25 (tonnes).
- Ses coups peuvent percer des murs en béton.
- On l'a déjà vue utiliser des particules Pym, pour grandir, ce qui lui confère alors une augmentation de force et de résistance.